# Astan Bathily
Pour les articles homonymes, voir Bathily.
Astan Katherine Feghe Bathily (née le 23 février 1999) est une taekwondoïste ivoirienne. Elle concourt dans la catégorie des plus de 67 kg et des moins de 73 kg femmes. Représentant la Côte d'Ivoire sur la scène internationale, elle a à son actif, une médaille d'or, cinq médailles d'argent et quatre médailles de bronze. En août 2024, elle participe à ses premiers Jeux olympiques d'été à Paris.

## Biographie

### Origine
Astan Katherine Feghe Bathily est le 23 février 1999 à Abidjan.

## Carrière sportive

### Saison 2018
En 2018, Astan Bathily prend part à sa première compétition internationale lors de l'Open de Croatie qui se déroula dans la ville du Zagreb. Elle finit médaillée d'argent dans la catégorie des moins de 73 kg.

### Saison 2019
En 2019, elle participe aux Championnats d'Europe des clubs de Thessalonique toujours dans la catégorie des moins de 73 kg  et obtient une médaille de bronze. La même année, elle prend part également aux Championnats du monde de Manchester en Angleterre. Elle décroche aussi une médaille de bronze lors de l'Open d'Autriche à Innsbruck dans la même catégorie. Elle participe aussi au Grand Prix de Sofia et de Chiba. Elle finit médaillée d'argent lors de Open de France (Open de Paris).

### Saison 2020
En 2020, Astan finit médaillée d'or à l'Open d'Allemagne à Hambourg et médaillée de bronze lors de l'Open des Pays-Bas à Eindhoven dans la catégorie des moins de 73 kg.

### Saison 2021
En 2021, aux Championnats d'Afrique de taekwondo à Dakar, Astan Katherine Bathily obtient la médaille d'argent dans la catégorie des moins de 73 kg, s'inclinant en finale contre la Gabonaise Urgence Mouega,.

### Saison 2022
En 2022, elle participe au Grand Prix de Rome et de Paris dans la catégorie des plus de 67 kg ainsi qu'aux Championnats du monde de Guadalajara au Mexique dans la catégorie des moins de 73 kg.

### Saison 2023
En 2023, elle finit médaillée de bronze à l'Open d'Égypte (Open de Louxor) et à la Coupe des Présidents WT - Afrique au Caire dans la catégorie des moins de 73 kg. Elle participe également aux Championnats du monde de Baku dans la catégorie des plus de 73 kg et au Grand Prix de Rome dans la catégorie des plus de 67 kg. La même année, elle est à nouveau médaillée d'argent dans cette catégorie aux Championnats d'Afrique de taekwondo à Abidjan et médaillée d'argent dans la catégorie des plus de 73 kg aux Jeux africains de 2023 à Accra.

### Saison 2024
En février 2024 à Dakar, lors du Tournoi Qualificatif de la zone Afrique, Astan Bathily obtient sa place pour les Jeux olympiques d'été dans la catégorie des plus de 67 kg,,. Le 10 août 2024, lors de ces Jeux, elle perd en huitième de finale avant de subir une seconde défaite lors du tour de repêchage contre la Britannique Rebecca McGowan.

## Palmarès

### Championnats d'Afrique
- Médaille d'argent dans la catégorie des moins de 73 kg aux Championnats d'Afrique 2023 à Abidjan
- Médaille d'argent dans la catégorie des moins de 73 kg aux Championnats d'Afrique 2021 à Dakar

### Jeux africains
- Médaille d'argent dans la catégorie des plus de 73 kg aux Jeux africains de 2023 à Accra

### Résultats internationaux
- Médaille d'argent  dans catégorie des moins de 73 kg  à l'Open de Croatie au Zagreb en 2018
- Médaille de bronze dans catégorie des moins de 73 kg aux Championnats d'Europe des clubs de Thessalonique en 2019
- Médaille de bronze dans catégorie des moins de 73 kg à l'Open d'Autriche d' Innsbruck en 2019
- Médaille d'argent  dans catégorie des moins de 73 kg à l'Open de France (Open de Paris) à Villebon en 2019
- Médaille d'or dans catégorie des moins de 73 kg à l'Open d'Allemagne d'Hambourg en 2020
- Médaille de bronze dans catégorie des moins de 73 kg à l'Open d'Egypte (Open de Louxor) du Caire en 2023
- Médaille de bronze dans catégorie des moins de 73 kg de le Coupe des Présidents WT - Afrique du Caire en 2023